# Медаль «В ознаменование 100-летия железной дороги Казахстана»
Юбилейная медаль «В ознаменование 100-летия железной дороги Казахстана» (каз. Қазақстан темір жолына 100 жыл) — государственная награда Казахстана, учреждённая на основании Указа Президента Республики Казахстан от 30 апреля 2004 года № 1353 для поощрения граждан Республики Казахстан и иностранных граждан, внесших значительный вклад в становление и развитие железнодорожного транспорта в республике.

## Описание медали
Юбилейная медаль «Қазақстан темір жолына 100 жыл» изготавливается из латуни, имеет форму круга диаметром 34 мм и толщиной 2,5 мм. На лицевой стороне (аверсе) медали на фоне контурной карты Республики Казахстан помещены рельефные изображения паровоза и современного электровоза, стоящих на рельсах. Контурная карта изображена эмалью голубого цвета с выделенным месторасположением столицы Республики Казахстан. Внизу изображения помещены даты «1904—2004».
На оборотной стороне медали (реверсе) расположена надпись «Қазақстан темір жолына 100 жыл. 100 лет железной дороге Казахстана». Внизу изображен элемент казахского национального орнамента.
Медаль с помощью кольца и ушка соединяется с колодкой высотой 55 мм и шириной 34 мм, обтянутой муаровой лентой голубого цвета с вертикальными полосками по краям золотистого и белого цветов. На оборотной стороне планки прикреплена булавка с визорным замком.